# 里薩爾特 (紐約州)
里薩爾特（英語：Result）是位於美國紐約州格林縣的非建制地區。

## 歷史
里薩爾特的郵局於1890年設立，其後於1908年停運。

## 地理
里薩爾特所處的海拔為高於海平面188米（即617英呎），而該地所採用的時區為UTC-5，即北美东部时区（EST）。同時該地設有夏令時間，為UTC-5調快一小時，即UTC-4（EDT）。